# 商均
商均（しょうきん、拼音: shāng jūn）は、中国神話に登場する舜と女英の子。もとの名を義均といったが、商に封じられたため商均と呼ぶ。子は虞思。孫は二姚。子孫に胡公がいる。

## 概要
『史記』の「五帝本紀」によると、舜の子として生まれた商均は、舜の死後に諸侯に見限られ、禹により祖先を祀る土地として虞城（現在の河南省商丘市虞城県）を与えられたとされる。それが夏代諸侯国の虞公となったとされている。また同じく『史記』の「夏本紀」には舜の死後に陽城（現在の山西省晋城市陽城県）の禹が辞職を願った所、諸侯は虞城（商均）を離れて陽城（禹）に従ったという記述がある。この出来事は、堯の子である丹朱からの舜の権力剥奪と共に、「堯舜の行った事（簒奪）が分かった」という曹丕の言葉の由来ともなっている。尚、この時代には、南北朝時代のように前帝殺しは発生しなかった。子孫は陳の陳氏であり、従って田斉の王家も商均の子孫である。
ただし、この虞公は、太伯・虞仲の曾孫が封じられた句呉（周章）や春秋虞（虞仲）とは完全に無関係であるので、注意が必要である。

## 系図
舜が黄帝有熊氏の帝の一人であるため、伝説上は、商均やその子孫は黄帝の子孫でもある事となる。また虞舜氏の息子でもある。商均の子孫の嬀満は、武王の娘を娶り、陳（現在の河南省周口市淮陽区）に封地を得た。その子孫が陳氏や胡朝とされる。また胡朝の国号は「大虞」であった。姚姓は舜が姚墟で生まれ姚水の近くで育った事に由来する氏姓である。
- 夷（夷伯）　商均の子。姚姓虞氏。
- 虞彊余
- 虞頡
- 虞思　商均の玄孫にあたるが、単に商均の子であるとも。娘の二姚は少康に嫁いだ。『竹書紀年』にある少康元年に拝謁した虞公とは虞思の事か。
- 虞友　虞思の子。
- 虞龍　虞友の子。
- 虞寿
- 虞儀（叔儀）
- 虞康仲
- 祖嬀　嬀姓の始祖。田斉田氏は嬀姓を称したため「嬀斉」とも呼ばれる。
- 嬀発
- 嬀方
- 嬀振
- 嬀維
- 嬀固（寿固）
- 嬀敖
- 嬀元捷
- 嬀偃
- 嬀姑益
- 嬀公允
- 嬀藺
- 嬀頊（頊叔）
- 嬀野
- 嬀無
- 嬀勝
- 嬀正（叔正）
- 嬀献（献子）
- 嬀亜（亜寿）
- 嬀原（原寿）
- 嬀延（夢延）
- 嬀閼
- 胡公（嬀満）